# Calci bromat
Calci bromat, có công thức hóa học là Ca(BrO3)2, là một muối calci của acid bromic. Dạng thường gặp nhất là monohydrat, có công thức là Ca(BrO3)2•H2O.

## Điều chế
Nó có thể được điều chế bằng cách cho calci hydroxide phản ứng với natri bromat hoặc calci sulfat với bari bromat. Việc điện phân dung dịch calci bromide cũng sẽ thu được calci bromat.
Trên 180°C, calci bromat bị phân hủy thành calci bromide và oxy. 

## Sử dụng
Nó được sử dụng làm bột nhào bánh mì, bột điều hòa (số E E924b) ở một số quốc gia.